# Rodriguez-szigeti repülőkutya
A Rodriguez-szigeti repülőkutya (Pteropus rodricensis) az emlősök (Mammalia) osztályába, azon belül a denevérek (Chiroptera) rendjébe és a nagy denevérek alrendjébe tartozó repülőkutyafélék (Pteropodidae) családjának egyik faja.

## Elterjedése
Az Indiai-óceánban lévő Rodriguez-szigeten honos, mely Mauritiushoz tartozik.
A szigetet borító síkvidéki trópusi esőerdők lakója.

## Megjelenése
Szárnyfesztávolsága 90 centiméter, súlya 350 gramm. Szőrzete aranybarna színű.

## Természetvédelmi helyzete
Egészen az 1970'-es évekig a szigeten még több ezer repülőkutya élt. A hetvenes években pusztító szélviharok szétrombolták élőhelyüket és megsemmisítették a táplálékukat adó növényeket, ezért akkoriban alig több, mint 70 egyed maradt életben. Állományuk a következő évtizedben helyreállt és 1991-re újra nagyjából 1000 egyed élt a szigeten. 1991-ben azonban hatalmas erejű szélvihar irtotta ki a populáció 80%-át.
Jelenleg körülbelül 200 repülőkutya él a szigeten.
A Gerald Durrell által vezetett Durrell Wildlife Conservation Trust egy tenyészprogramm keretében sikeresen megoldotta a faj zárttéri szaporítást a jersey-i állatkertben, ahonnan több állatkertbe is kerültek egyedek, így ma már több állatkertben is vannak fogságban élő kolóniák. 1976-ban 25 példányt fogtak be Rodriguez-en és szállították a Jersey Állatkertbe.
A szaporítási program a repülőkutyák közül ennél a fajnál az egyik legsikeresebb. 2016-ban csak az Amerikai Egyesült Államok 16 állatkertjében 180 egyedet tartottak.
Világszerte 17 állatkert vesz részt a programban 2017-ben.
Jelenleg a fogságban tartott egyedszám meghaladja a szabadban élő egyedek számát és biztosított a visszatelepítés, ha a szigeten adottak lesznek rá a lehetőségek.
Egy erdőtelepítési program keretében új élőhelyeket teremtenek a repülőkutyáknak a Rodriguez-szigeten. A szigeten tiltott a vadászatuk, így amennyiben nem kerül sor újabb természeti katasztrófára, az állomány valószínűleg hamarosan felduzzad, illetve amennyiben rendelkezésre állnak az új élőhelyek a szigeten a fogságból való visszatelepítés is elképzelhetőnek tűnik.

## Külső hivatkozások
- A faj adatlapja az Animal Diversity Web honlapján
- További információk és képek a fajról az Arkive honlapján
- A faj adatlapja a Durrell Wildlife Conservation Trust honlapján
- A faj adatlapja a Chicago Zoological Society honlapján